# Weeks (Familienname)
Weeks ist ein englischer Familienname.

## Namensträger
- Alan Weeks (1923–1996), britischer Sportreporter und -kommentator
- Albert L. Weeks (* 1923), US-amerikanischer Politikwissenschaftler
- Alice Mary Weeks (1909–1988), US-amerikanische Mineralogin
- Anson Weeks (1896–1969), US-amerikanischer Komponist und Bigband-Leader
- Barbara Weeks (1913–2003), US-amerikanische Schauspielerin
- Bob Weeks (* 1960), kanadischer Golfexperte und Autor
- Brent Weeks (* 1977), US-amerikanischer Autor
- Christopher Weeks (Jack DeLeon; 1924–2006), US-amerikanischer Schauspieler
- Dorothy Walcott Weeks (1893–1990), US-amerikanische Mathematikerin, Physikerin und Hochschullehrerin
- Ed Weeks (* 1980), englischer Schauspieler und Drehbuchautor
- Edgar Weeks (1839–1904), US-amerikanischer Militäroffizier und Politiker
- Edmund C. Weeks (1829–1907), US-amerikanischer Politiker
- Edward Augustus Weeks (1898–1989), US-amerikanischer Schriftsteller und Publizist
- Edwin Lord Weeks (1849–1903), US-amerikanischer Zeichner und Maler
- Eric Lewis Weeks (* 1986), liberianischer Fußballspieler
- Frank B. Weeks (1854–1935), US-amerikanischer Geschäftsmann, Politiker und Gouverneur (Connecticut)
- Gary Weeks (* 1972), US-amerikanischer Schauspieler
- Honeysuckle Weeks (* 1979), britische Schauspielerin
- Ila Delbert Weeks (1901–1983), US-amerikanischer Professor, Universitätsleiter und Politiker
- Jade Daiches Weeks (* 1989), israelische Schauspielerin
- James Weeks (1922–1998), US-amerikanischer Maler
- Jeffrey Weeks (Soziologe) (* 1945), britischer Historiker und Soziologe
- Jeffrey Weeks (Mathematiker) (* 1956), US-amerikanischer Mathematiker
- John Weeks (Komponist), schottischer Komponist
- John Weeks (Wirtschaftswissenschaftler) (John Franklin Weeks; 1941–2020), US-amerikanischer Wirtschaftswissenschaftler
- John D. Weeks (* 1943), US-amerikanischer Chemiker
- John E. Weeks (1853–1949), US-amerikanischer Politiker (Republikanische Partei)
- John H. Weeks (1861–1924), britischer Missionar, Anthropologe und Afrikaforscher
- John R. Weeks (John Robert Weeks; * 1944), US-amerikanischer Demograf
- John W. Weeks (John Wingate Weeks; 1781–1853), US-amerikanischer Politiker
- John Wingate Weeks (1860–1926), US-amerikanischer Politiker (Republikanische Partei)
- Jon Weeks (* 1986), US-amerikanischer American-Football-Spieler
- Joseph Weeks (1773–1845), US-amerikanischer Politiker
- Ken Weeks (* 1913), australischer Supercentenarian und älteste in Australien lebende Person
- Kent Weeks (* 1941), US-amerikanischer Ägyptologe
- Lee Weeks (* 1960), US-amerikanischer Comic-Schreiber und -Zeichner
- Lexi Weeks (* 1996), US-amerikanische Stabhochspringerin
- Mary Elvira Weeks (1892–1975), US-amerikanische Chemiehistorikerin
- Perdita Weeks (* 1985), britische Schauspielerin
- Raymond Weeks (1863–1954), US-amerikanischer Romanist, Mediävist und Phonetiker
- Rickie Weeks (* 1982), US-amerikanischer Baseballspieler
- Rollo Weeks (* 1987), britischer Schauspieler
- Sarah Weeks (* 1955), US-amerikanische Kinderbuchautorin
- Sinclair Weeks (1893–1972), US-amerikanischer Politiker
- Theo Weeks (* 1990), liberianischer Fußballspieler
- Toni Weeks, australische Squashspielerin
- W. H. Weeks (1864–1936), US-amerikanischer Architekt
- Willie Weeks (* 1947), US-amerikanischer Bassist